# 축배의 노래
《축배의 노래》(Libiamo ne' lieti calici, 이탈리아어 발음: [liˈbjaːmo nɛ ˈljɛːti ˈkaːlitʃi]; "마시자, 축배에")는 주세페 베르디의 1853년 오페라 《라 트라비아타》에 나오는 노래이다. 제1막에 나오는 이 노래는 여주인공 비올레타 발레리의 파티에 참석하게 된 주인공 알프레도가 친구 가스통의 권유로 비올레타에게 노래를 부르면서 시작하며, 여기에 비올레타가 답하면서 이중창이 되고 이윽고 모두 함께 부르며 합창으로 발전하는 화려함을 보여준다. 가사의 내용은 일종의 권주가(brindisi)로, 술과 향락을 권유하는 경쾌한 노래이다. 가사는 프란체스코 마리아 피아베가 작사했다.

## 가사
Alfredo

Libiamo, libiamo ne'lieti calici

che la bellezza infiora.

E la fuggevol, fuggevol ora

s'inebrii a voluttà

Libiam ne'dolci fremiti

che suscita l'amore,

poiché quell'occhio al core onnipotente va.

Libiamo, amore, amor fra i calici

più caldi baci avrà

Coro

Ah! Libiam, amor, fra' calici

più caldi baci avrà

Violetta

Tra voi, tra voi saprò dividere

il tempo mio giocondo;

Tutto è follia, follia nel mondo

ciò che non è piacer

Godiam, fugace e rapido

è il gaudio dell'amore,

è un fior che nasce e muore,

ne più si può goder

Godiamo, c'invita, c'invita un fervido

accento lusinghier.

Coro

Ah! godiamo, la tazza, la tazza e il cantico,

la notte abbella e il riso;

in questo, in questo paradiso ne scopra il nuovo dì

Violetta

La vita è nel tripudio

Alfredo

Quando non s'ami ancora

Violetta

Nol dite a chi l'ignora,

Alfredo

È il mio destin così...

Tutti

Ah si, godiamo, la tazza, la tazza e il cantico,

la notte abbella e il riso;

in questo, in questo paradiso ne scopra il nuovo dì.
알프레도

마시자, 마시자, 축배에

아름다운 꽃으로 장식됐다네.

잠깐, 잠깐 동안

환락에 취하도록

마시자, 달콤한 전율 속에

사랑을 일으킨다네,

그 눈이 내 마음을 전능하게 사로잡기에.

마시자, 잔과 함께라면 사랑은

좀 더 뜨거운 입맞춤을 얻으리라

코러스

마시자, 잔과 함께라면 사랑은

좀 더 뜨거운 입맞춤을 얻으리라

비올레타

여러분과 함께라면, 함께라면 알겠어요

즐거운 시간을 보내는 법을.

세상의 모든 것은 바보짓, 바보짓이죠

기쁨 이외의 모든 것은.

즐깁시다, 흐르듯 순식간에

사랑의 기쁨을,

피었다 지는 한 송이 꽃을,

더이상 즐길 수 없는 그것을

즐깁시다, 우릴 부르는, 부르는 열렬한

달콤한 말을.

코러스

아, 즐기자, 술잔을, 술잔과 노래를,

아름다운 밤과 웃음을.

이 낙원 속에서 우리에게 새로운 날이 밝아온다.

비올레타

삶은 즐거움

알프레도

아직 사랑해 본 적이 없다면요

비올레타

사랑을 모르는 사람에게 할 말이 아니네요,

알프레도

하지만 이것이 제 운명이죠..

모두

아, 즐기자, 술잔을, 술잔과 노래를,

아름다운 밤과 웃음을.

이 낙원 속에서 우리에게 새로운 날이 밝아온다.